# Mikroplastika
Mikroplastika so drobni delci plastike, ki se nahajajo v naravnem okolju kot onesnažila. Pod ta pojem uvrščamo delce raznolike velikosti in sestave; povsem nedvoumna in splošno sprejeta definicija mikroplastike ne obstaja, v stroki pa je najbolj uveljavljeno stališče, da so to delci, manjši od 5 mm, torej na meji med vidnim in mikroskopskim. Nekateri predlagajo tudi spodnjo mejo velikosti, nekje v rangu 1 μm, pod katero bi delce označevali za nanoplastiko, vendar je tako majhne delce izredno težko zaznati v okolju, tako da so še manj poznani.
Mikroplastiko delimo na dve glavni kategoriji:
- primarna mikroplastika so delci, ki pridejo v okolje neposredno; to so granule v kozmetičnih izdelkih in delci, ki nastanejo ob abraziji večjih predmetov, kot so pnevmatike med vožnjo in sintetični tekstil med pranjem,
- sekundarna mikroplastika nastane z razpadanjem večjih kosov na manjše zaradi okoljskih vplivov.[2]

Po ocenah je mikroplastika splošno prisotna v okolju, njen vpliv na ekosisteme in organizme pa še ni jasen. Skrbi zbuja predvsem dejstvo, da se zaradi obstojnosti ti delci kopičijo v organizmih in navzgor po prehranski verigi v morju ter na koncu z uživanjem rib pridejo v človeka. Sestavine nekaterih tipov plastike vsebujejo toksične snovi, na površini delcev pa se lahko nabirajo (adsorbirajo) tudi težke kovine in patogeni. Vse te snovi se ob zaužitju sproščajo v organizem, kar lahko škodi zdravju.